# Studebaker Light Six

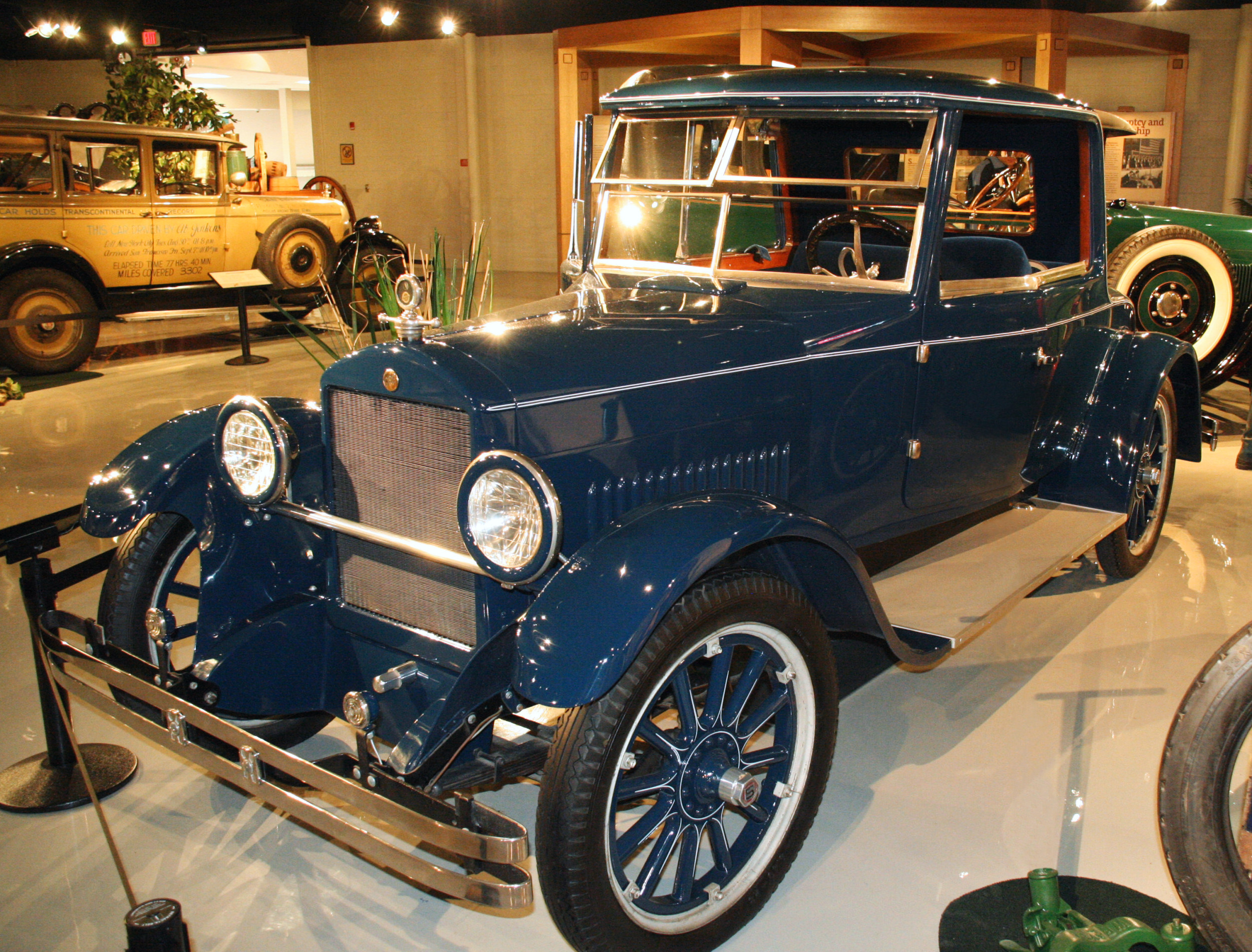
Studebaker Light Six mit Aufbau eines Karosserieherstellers (1924)

Der Studebaker Light Six war ein PKW, den die Studebaker Corporation in South Bend (Indiana) von 1918 bis 1924 herstellte.

## 1918–1919
Der Light Six – auch Model EH genannt – hatte einen Radstand von 3.023 mm und wurde von einem Sechszylinder-Reihenmotor mit 4.729 cm³ Hubraum (Bohrung × Hub = 88,9 mm × 127 mm) angetrieben, der aus dem des Modells Light Four – verlängert um 2 Zylinder – entsprach und 50 bhp (37 kW) bei 2.000/min entwickelte. Die Motorkraft wurde über eine Lederkonuskupplung und ein Dreiganggetriebe mit Schalthebel in der Wagenmitte an die Hinterräder weitergeleitet. Die Fußbremse wirkte auf Außenbandbremsen an den Hinterrädern.
1920 wurde diese mittlere Modellreihe EH von Studebaker in „Special Six“ umbenannt.

## 1920–1924
1920 erschien ein vollkommen neues Modell EJ unter dem Namen Light Six. Die nach dem Wegfall des Light Four preisgünstigste Modellreihe von Studebaker hatte vom vierzylindrigen Vorgänger den Radstand von 2.845 mm übernommen und bekam einen neuen, kleineren Sechszylinder-Reihenmotor mit 3.393 cm³ Hubraum (Bohrung × Hub = 79,4 mm × 114,3 mm) und einer Höchstleistung von 40 bhp (29 kW). Über die neue Einscheibentrockenkupplung wurde die Motorkraft über das Dreiganggetriebe an die Hinterräder weitergeleitet.
In dieser technischen Auslegung wurde der Wagen 1921 und 1922 weitergebaut. 1923 gab es beim neuen Modell EM anstatt der verschiedenen Aufbauten in Gemischtbauweise Ganzstahlkarosserien. 1924 wurde die Ausstattung verbessert: Vorderer Stoßfänger und Ballonreifen waren serienmäßig und der Kühlerrahmen wurde vernickelt.
Im August 1924 erschien der Nachfolger für das Modelljahr 1925 in Gestalt des Modells Standard Six.